# Ivart meghatározó XY rendszer
Az ivart meghatározó XY rendszer egy elég jól ismert ivart meghatározó rendszer, megtaláljuk mind embernél, mind a többi emlősnél. Az X–Y rendszerben a nők két hasonló gonoszómával (XX), míg a férfiak két különbözővel rendelkeznek (XY). Egyes fajoknál, így az embernél is az Y-kromoszóma pszeudoautoszomális régiójában található SRY gén határozza meg az egyed hím mivoltát, másoknál – mint például az ecetmuslica (Drosophila melanogaster) esetében – a kettős X-kromoszóma jelenléte határozza meg, hogy az egyed nősténnyé fejlődjön.
Az SRY nem az egyetlen gén, vagy géncsoport, mely meghatározhatja az emlősök nemi hovatartozását, hiszen az emlősök többségében az UBE1 gén tölti be ezt a funkciót. Más formák is ismertek, például a mezei vakondok (Ellobius tancrei és E. lutescens fajok) az Y-kromoszómájukat teljesen elveszítették. Más fajokban mindkét nem két darab X-kromoszómával rendelkezik.
Az XY nemet meghatározó rendszert egymástól függetlenül írta le Nettie Stevens és Edmund Beecher Wilson 1905-ben.

## Lásd még
- Ivart meghatározó rendszerek
- Kromoszóma
- Gonoszóma
- Ivaros szaporodás
- Barr-test
- Mitokondriális Éva
- Y kromoszomális Ádám

## Külső hivatkozások
- (angolul) Détermination et différenciation sexuelle
- (angolul) SRY : Détermination sexuelle a National Center for Biotechnology Information-től